# متحف الضالع
متحف الضالع الوطني متحف يمني.

## أقسام المتحف
وبه آثار قديمة من المنطقة أغلبها من مقابر ومباني موقع شكع الذي تم التنقيب فيه عام 1981م. إلى جانب آثار فترة الحكم الاستعماري ومرحلة الكفاح ضده، وبعض قطع الموروث الشعبي في المنطقة.